# 馬炳然
馬炳然（1460年—？年），字思進，四川成都府內江縣人，明朝政治人物。

## 生平
成化十七年（1481年）辛丑科進士。授监察御史。弘治十六年（1503年）任西安知府。

## 家族
曾祖馬復，知縣；祖馬惟慶，贈主事；父馬琴，知府；母王氏（封安人）。